# Midland Railway classe 1000
Les locomotives Classe 1000 du Midland Railway sont des locomotives à vapeur de disposition d'essieux 220 « American » (4-4-0 dans la nomenclature britannique) utilisées en service voyageurs par le Midland Railway, le London, Midland and Scottish Railway et les British Railways. Dotées de trois cylindres compound et de roues de 7 pieds (plus de deux mètres), elles atteignaient les 85 mph (137 km/h).

## Historique

### Origines
Vers 1900, le matériel moteur du Midland Railway comprend de nombreuses locomotives de disposition 220 dont 275 construites de 1876 à 1901 (classe 2), des machines plus anciennes de disposition 120 et une centaine de locomotives « Single Driver » (211) à un seul essieu moteur, dont les dernières sont sorties d'usine en 1900. Le Midland ne jure que par les locomotives de petites dimensions, remorquant des trains de voyageurs légers, donc très rapides, sur les lignes de Londres, Derby, Manchester, Liverpool, Gloucester et Bath, au relief favorable. Plutôt que de construire des locomotives de grande puissance remorquant des express emportant davantage de voyageurs, le choix est fait de desservir les grandes lignes avec plusieurs trains de faible tonnage. L'inauguration en 1879 de la ligne de Settle à Carlisle (en), au relief très tourmenté, impose d’employer deux locomotives en tête des express, voire une troisième en pousse.
La mise au point de locomotives plus modernes et puissantes (les 700-779 ainsi que les futures 1000-1044) ne remet pas en question cette philosophie mais répond à l'accroissement du poids des trains de voyageurs et à la course à la vitesse. Le regroupement de plusieurs compagnies qui donnera naissance au London, Midland and Scottish voit les thèses du Midland perdurer jusqu'en 1927, alors que les autres réseaux intégrés disposaient de Ten Wheel ou de 220 de forte puissance.

### Mise au point
Alors que les locomotives de la série 700-779 de 1900-1905 utilisaient la disposition éprouvée de leurs aïeules (à deux cylindres intérieurs), mais se distinguaient par une chaudière plus grande à foyer Belpaire, leur concepteur Samuel Waite Johnson (en) obtient l'opportunité d'essayer une disposition plus innovante sur une série de cinq locomotives qui emploient une chaudière apparentée aux 700-779 et des roues motrices légèrement plus grandes.
Sur ces locomotives, la disposition des cylindres brevetée par Walter Mackersie Smith (en) et essayée avec succès sur la prototype no 1619 du North Eastern Railway. Cette locomotive compound avait trois cylindres : celui à haute pression étant disposé entre les longerons et pourvu de tiroirs cylindriques. Elle avait donné des résultats encourageants mais, dans un pays où le système compound était impopulaire, seul le Midland produira en grand nombre des locomotives de ce système.

### Évolutions

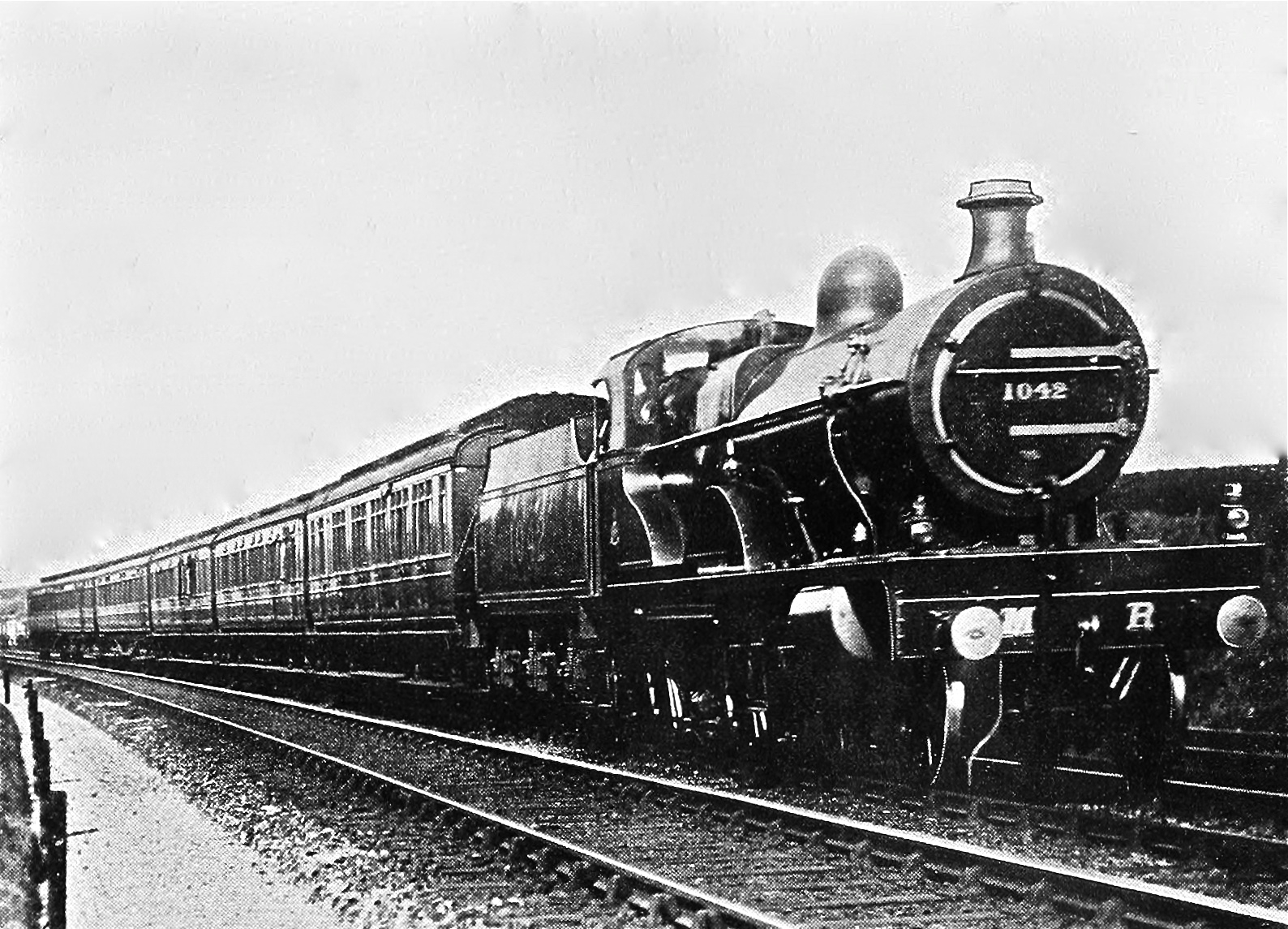
La 1042 en tête d'un express de six voitures vers 1910.

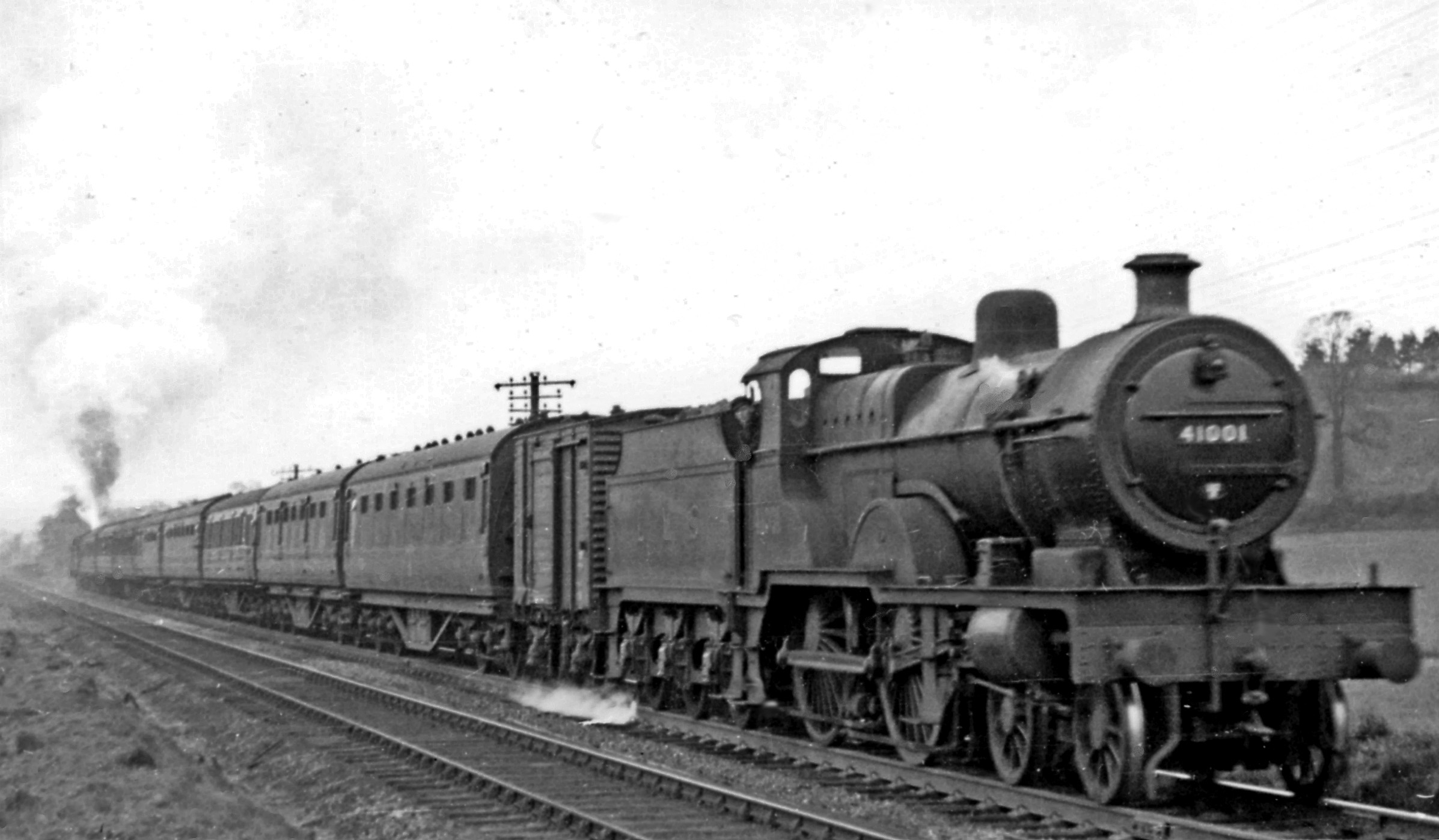
La 41001 sur la difficile en 1950 avec deux 030T en pousse.

Aux 2631-2635 succèdent les 1000 à 1029 construites de 1905 à 1906 sous les auspices de l'ingénieur Richard Deeley (en) qui a succédé à Johnson. Il dote ces dernières d'un système différent pour la conduite et les démarrages, plus simplifié, qui sera rétrospectivement appliqué aux cinq machines d'origine, renumérotées 1000 à 1004 en 1907 tandis que celles de Deeley sont immatriculées à la suite et complétées par les 1035-1045 de 1908-1909. La même année, il construit à titre de comparaison les dix exemplaires de la classe 990, des machines à simple expansion, aux roues légèrement moins grandes, mais elles n'auront pas de descendance.
Après la démission de Deeley en 1909, provoquée par un désaccord avec ces employeurs refusant ses projets de locomotives plus grandes, son successeur Henry Fowler (en) ne construira pas de locomotives de ce type pour les express, s'attelant à reconstruire de nombreuses plus anciennes avec une nouvelle chaudière. En revanche, il dote les 1000 à 1044 d'un surchauffeur à partir de 1914.
Remis à son poste de 1925 à 1931 par le London, Midland and Scottish, Fowler décide de s'inspirer des locomotives du Midland pour remorquer les express du LMS. Il réalise les LMS classe 2P pour trains légers en copiant les locomotives qu'il a réalisées en reconstruisant d'antiques 220 du XIXe siècle et crée les LMS classe 4P, une version à roues légèrement plus petites (6 pieds 9 pouces, 2,057 m) des 1000-1044. Un total de 195 4P compound sortiront des ateliers de 1924 à 1932. En 1926, cédant à la pression, le LMS accepte la création de locomotives de grandes dimensions, un programme qui donnera naissance aux ten wheel de la classe Royal Scot.
Les nouvelles venues, numérotées 1045-1199 et 900-939, tout comme les 1000-1044 sont classées par le LMS dans le groupe 4P qui regroupe les locomotives dont l’effort de traction varie entre 29,892 et 34,869 kN.

### Fin de carrière et préservation

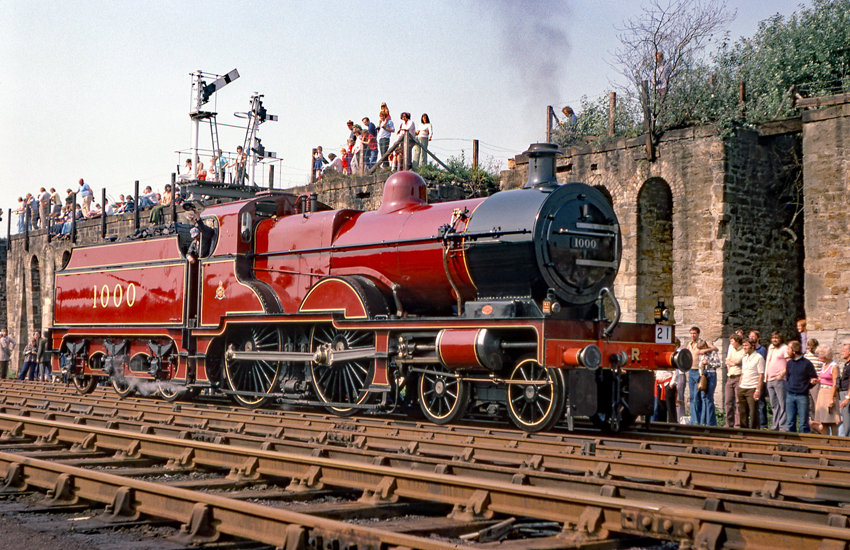
Parcours historique de la no 1000 en 1975.

L'ensemble des 45 locomotives série 1000 est encore à l'effectif lors de la nationalisation des chemins de fer en 1948. Quelques-unes ne porteront leur nouveau matricule des British Railways que sur papier, leur radiation débute en 1948 et toutes ont été retirées fin 1952 sauf la 41025 qui est rayée des inventaires le 31 janvier 1953.
En tant que première locomotive de la série, la 41000 est conservée après sa mise hors service en 1951. En 1959, elle est restaurée dans son état de 1914 (année où elle est dotée de la surchauffe) en livrée Midland « marron » (rouge foncé). Opérationnelle durant de nombreuses années, elle est désormais statique, propriété de l'abri-musée Barrow Hill Engine Shed (en) qui la prête au British National Railway Museum à York.